# Mijangos
Mijangos es una localidad y una entidad local menor situada en la provincia de Burgos, comunidad autónoma de Castilla y León (España), comarca de Las Merindades, partido judicial de Villarcayo, municipio de Merindad de Cuesta-Urria.

## Datos generales
Está situada a 2,5 km al sur de la capital del municipio, Nofuentes, en la margen derecha del río Nela.

## Comunicaciones
- Carretera: inicio de la carretera local que desde la N-629, atravesando Urria y Valdelacuesta, conduce hasta La Aldea.
- Ferrocarril: hasta su cierre en 1985, el ferrocarril Santander-Mediterráneo.

## Situación administrativa
Es una entidad local menor, cuyo alcalde pedáneo es Balbino Ruiz Ruiz

## Demografía
Evolución de la población
| Gráfica de evolución demográfica de Mijangos entre 2000 y 2021     |
|                                                                    |
| Población de derecho (2000-2017) según el padrón municipal del INE |

## Historia
Es una villa perteneciente a la Merindad de Cuesta-Urria, en el Partido de Castilla la Vieja en Laredo, con doble jurisdicción, de realengo en la merindad y de abadengo ejercida por el monasterio de San Salvador, cuyo abad es su alcalde ordinario.
Así se describe a Mijangos en el tomo XI del Diccionario geográfico-estadístico-histórico de España y sus posesiones de Ultramar, obra impulsada por Pascual Madoz a mediados del siglo XIX:

Aldea con el título de villa en la provincia, diócesis, audiencia territorial y capitanía general de Burgos (12 leguas), partido judicial de Villarcayo (2 ½) y ayuntamiento de la merindad de Cuesta Urria (1/4). Situada en la carretera que conduce de Santander a la Rioja entre Villamagrín y Traspaderne; la combaten los vientos N, S y O siendo su clima sano, y las enfermedades más comunes las tercianas. Tiene 60 casas; 1 escuela de primera educación, concurrida por 10 alumnos y dotada con 14 fanegas de trigo; 1 paseo con arbolado junto al río Nela; 1 fuente en la población y varias en el campo, todas de buenas aguas; y finalmente una iglesia parroquial matriz (San Tirso), que comprende el barrio de San Juan. Confina el término N Nofuentes; E Trespaderne; S Pañizares, y O Urria; en él se encuentran los despoblados de Bergonda y la Barquilla. El terreno es de buena calidad, habiendo por la parte meridional algunos montes, aunque despoblados. El río Nela, algo caudaloso, y sobre el cual hay un puente de 6 arcos muy deteriorado, cruza la jurisdicción y va a entregar sus aguas al Ebro, un poco más abajo del puente de Traspaderne. Caminos: además de los locales hay el que conduce de Santander a la Rioja, el cual se halla en regular estado. La correspondencia se recibe de Medina de Pomar por valijero. Producciones: trigo, cebada, legumbres, maíz, vino chacolí y abundantes y exquisitas frutas; cría ganado lanar, cabrío y vacuno; caza de liebres, perdices y palomas torcaces, y pesca de truchas excelentes, barbos, anguilas y otros peces pequeños, de todo en abundancia. Industria: la agrícola. Población: 50 vecinos, 208 almas. Capital productivo: 365.500 reales. Imponible: 29.343.
Diccionario geográfico-estadístico-histórico de España y sus posesiones de Ultramar

A la caída del Antiguo Régimen queda agregado al ayuntamiento constitucional de Merindad de Cuesta-Urria, en el partido de Villarcayo, perteneciente a la región de Castilla la Vieja.

## Fiestas y costumbres
La fiesta local es el 27 de septiembre, festividad de San Cosme y San Damián.
Antiguamente era el 28 de enero, festividad de San Tirso Mártir, pero fue trasladada al 27 de septiembre hace muchos años.

## Parroquia
En la localidad se encuentra la iglesia católica de San Tirso Mártir, dependiente de la parroquia de Nofuentes, en el Arciprestazgo de Medina de Pomar, diócesis de Burgos.